# Böhlau Verlag

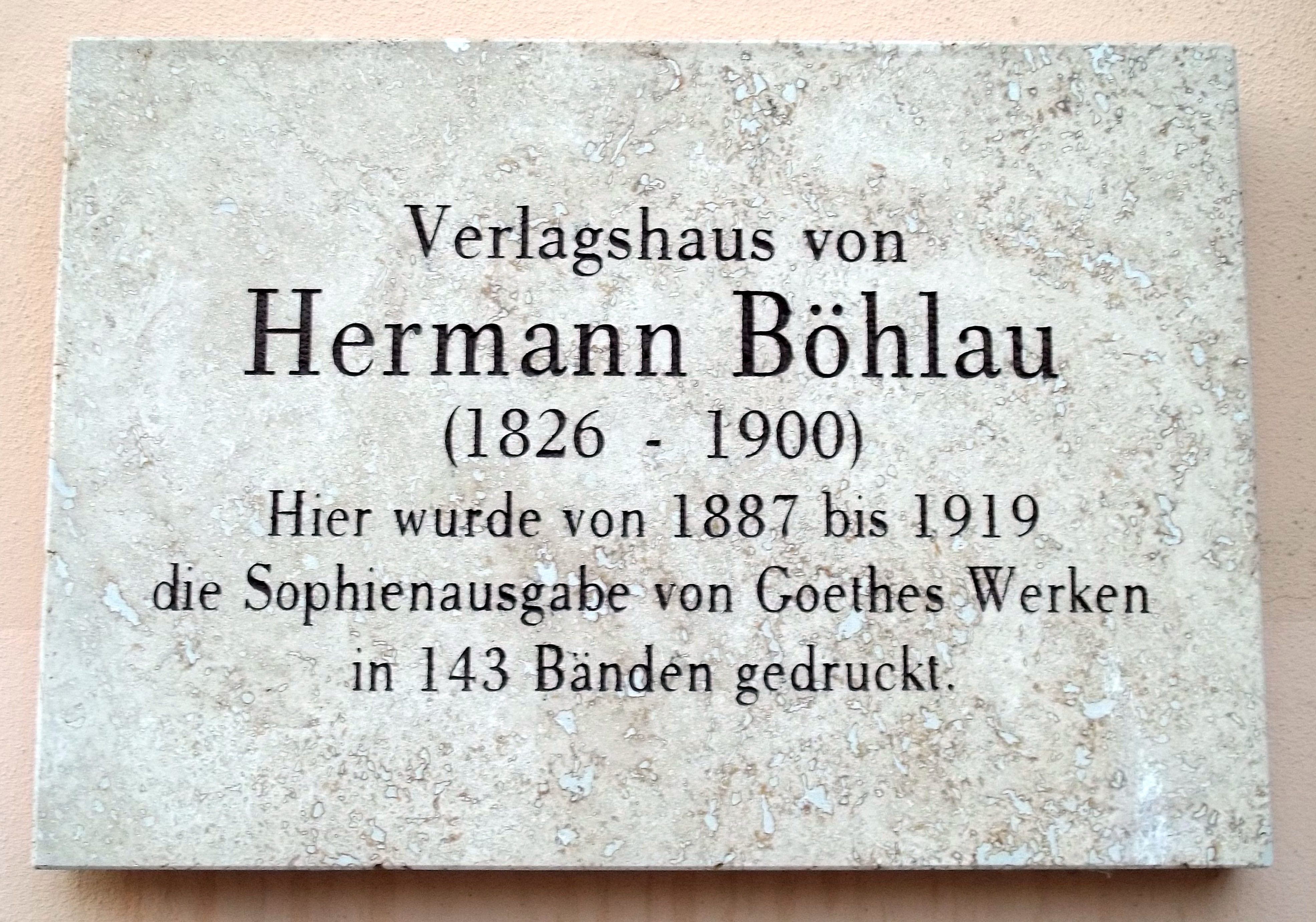
Erinnerungstafel an Hermann Böhlau und seinen Verlag am heutigen Stadtarchiv Weimar, dem einstigen Verlagshaus (Kleine Teichgasse 6)

Der Böhlau Verlag war ein Wissenschaftsverlag und Zeitschriftenverlag mit Sitz in Wien (Böhlau Verlag GmbH & Co. KG) und Köln (Böhlau Verlag GmbH & Cie.) sowie einer Niederlassung in Weimar. Der Schwerpunkt seines Programms liegt nach eigenen Angaben auf Titeln „aus den historisch ausgerichteten Geisteswissenschaften“. Der Verlag wurde Anfang 2017 von der Verlagsgruppe Vandenhoeck & Ruprecht übernommen, diese wiederum per 1. März 2021 von Brill und alle gemeinsam 2024 von de Gruyter. Die Marke Böhlau wird weiter geführt.
Zwischenzeitlich hieß der Verlag nach dem Verkauf durch den Gründer „Hermann Böhlaus Nachfolger“, und das war auch nach der Teilung Deutschlands der Name des in Weimar in der DDR weitergeführten vom westdeutschen Böhlau-Verlag unabhängigen Nachfolgerverlags, der nach der Wiedervereinigung zu J. B. Metzler kam und als dessen Imprint fortbesteht.

## Geschichte
Das Unternehmen geht auf eine bereits am Hof der Weimarer Fürsten bestehende Druckerei zurück. Sie wurde 1624 auf Anordnung des Herzogs Johann Ernst I. eingerichtet, der 1618 dem Drucker Johann Weidner in Jena und Weimar das Druckrecht gewährt hatte. 1659 wurde die Druckerei in privaten Besitz überführt.
1853 erwarb sie der aus Halle (Saale) stammende Buchhändler Hermann Böhlau (1826–1900) und gründete den Verlag Hermann Böhlau, der durch seine rechts- und sprachwissenschaftlichen sowie literaturhistorischen Werke internationalen Ruf erlangte. Unter anderem brachte er Goethes gesammelte Werke in 143 Bänden (die sogenannte Weimarer Ausgabe oder „Sophienausgabe“) heraus, die maßgebliche kritische Ausgabe der Werke Martin Luthers sowie die Zeitschrift für geschichtliche Rechtswissenschaft (heute Zeitschrift der Savigny-Stiftung für Rechtsgeschichte). 1895 wurde der Verlag in Hermann Böhlaus Nachfolger umbenannt.
In der Weltwirtschaftskrise der 1920er Jahre übernahm einer der Autoren des Verlags, der Rechtswissenschaftler Professor Karl Rauch (1880–1953), zunächst die Zeitschrift für Rechtsgeschichte (1924), dann den kompletten Verlag. Nach dem Ende des Zweiten Weltkriegs gründete Rauch 1947 in Marburg einen neuen Verlag, den er 1951 Böhlau Verlag nannte; 1957 wurde das Unternehmen nach Köln verlegt. Ein weiterer gleichnamiger Verlag entstand in Graz und siedelte später nach Wien über.
Das Stammhaus in Weimar blieb trotz der Teilung Deutschlands und Gründung der DDR als privat geführter Verlag bestehen. Die Leiterin und Kommanditistin Leiva Petersen (1912–1992) erhielt 1946 eine persönliche Betriebslizenz und wurde 1947 mit Zustimmung Karl Rauchs persönlich haftende Gesellschafterin des Weimarer Verlagshauses. Petersen gelang es trotz widriger Bedingungen, über Jahrzehnte das hohe wissenschaftliche Niveau zu halten, die großen Werkausgaben – darunter die Schiller-Nationalausgabe und die Luther-Werkausgabe – sowie renommierte Jahrbücher, wie z. B. das Shakespeare-Jahrbuch und das Hanse-Jahrbuch, fortzusetzen. Außerdem erweiterte sie das Verlagsprogramm um historisches, kunst- und kulturhistorisches Schrifttum. Mit dem westdeutschen Böhlau Verlag bestanden im Rahmen des politisch Machbaren weiterhin geschäftliche Kontakte.
Da ein privates Unternehmen in dem sozialistischen Land jedoch mit der Zeit immer weniger zu halten war, entschloss sich Leiva Petersen 1978, den Verlag Hermann Böhlaus Nachfolger Weimar an die Akademie der Wissenschaften der DDR zu verkaufen. Die Familie Rauch stimmte 1979 der Übernahme zu. Petersen leitet den Verlag noch bis 1983.
Nach dem Ende der DDR versuchte der Böhlau Verlag Köln und Wien erfolglos, diesen Verkauf rückgängig zu machen. Der Verlag Hermann Böhlaus Nachfolger wurde 1998 vom Verlag J.B. Metzler übernommen, der zur Verlagsgruppe Georg von Holtzbrinck gehörte. Am 30. Juni 2002 wurde der Verlagssitz in Weimar aufgelöst. Der Verlag existiert seither nur noch als Imprint bei J.B. Metzler, der seinerseits 2015 von Springer Nature übernommen wurde.
Der Böhlau Verlag Köln und Wien eröffnete 1990 eine eigene Niederlassung in Weimar und übernahm nach 1998 einige Buchreihen von Hermann Böhlaus Nachfolger.

## Programm

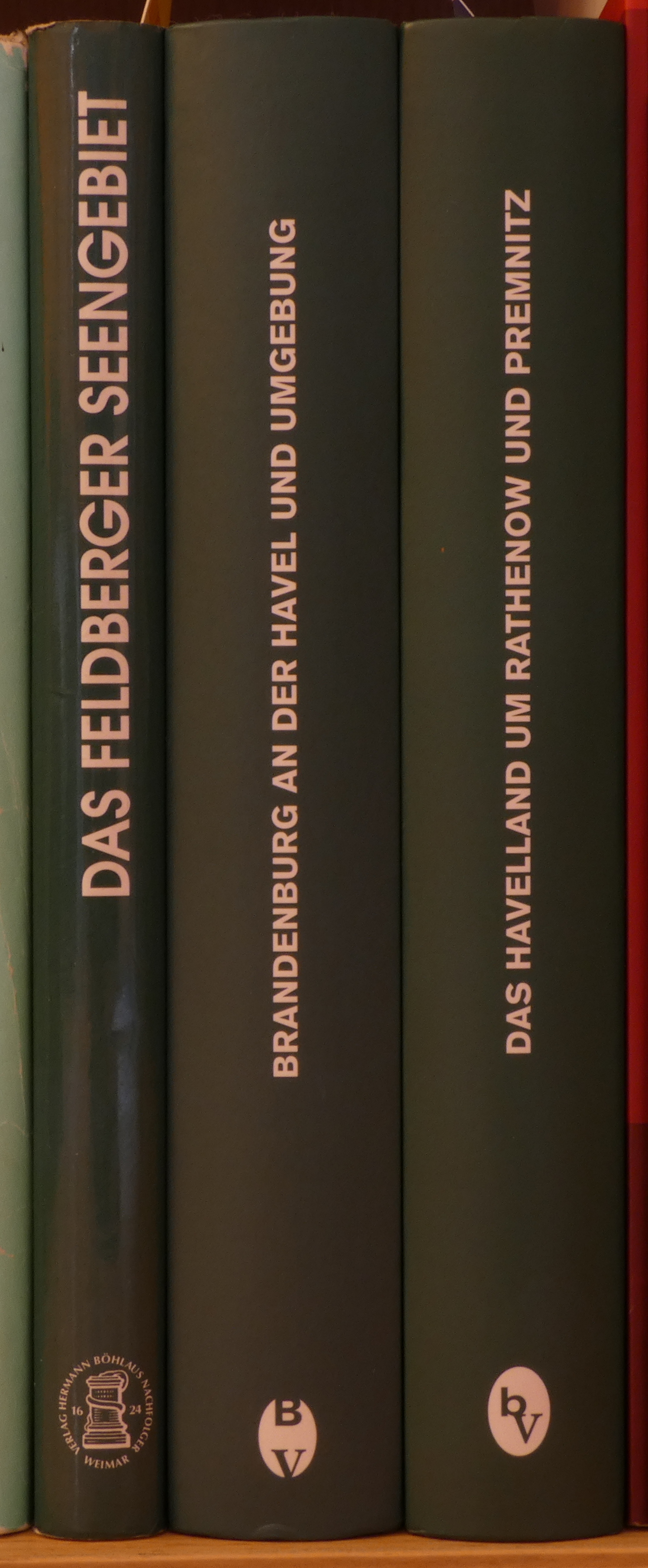
Titel der Reihe Werte der deutschen Heimat im Böhlau Verlag

Das heutige Programm des Böhlau Verlages umfasst vor allem Publikationen aus dem Bereich der Geschichtswissenschaften (inklusive Kultur-, Kunst- und Rechtsgeschichte) sowie der Literatur- und Sprachwissenschaften. Beispiele für Reihenwerke sind Werte der deutschen Heimat, Rheinisches Archiv, Forum Ibero-Americanum, Beiträge zur historischen Bildungsforschung, Osteuropa-Handbücher, Anglistische Studien sowie mehrere Dissertationsreihen. Dazu kommen Zeitschriften wie Archiv für Diplomatik, Archiv für Kulturgeschichte, Internationale Zeitschrift für Kommunikationsforschung und Deutsches Dante-Jahrbuch. Seit 2001 ist Böhlau einer der Gesellschafterverlage des wissenschaftlichen Uni-Taschenbücher-Verlages (UTB).